# Eucelatoria comosa
Eucelatoria comosa är en tvåvingeart som först beskrevs av Wulp 1890.  Eucelatoria comosa ingår i släktet Eucelatoria och familjen parasitflugor. Inga underarter finns listade i Catalogue of Life.